# 비글로산
비글로산(Mountain Bigelow)은 미국 애리조나주의 샌타카탈리나산맥에 있는 산으로, 애리조나 대학교의 스튜어드 천문대가 소유하고 있는 61인치 카이퍼 망원경(Kuiper Telescope)을 운영하는 카탈리나 천문 관측소(Catalina Station)가 있다. 이곳의 카이퍼 망원경은 천문학 캠프에서 학생들이 사용하는 망원경 중 하나이다.